# Senneterre (paroisse)
Pour les articles homonymes, voir Senneterre.
Senneterre est une municipalité de paroisse du Québec (Canada), dans la municipalité régionale de comté de La Vallée-de-l'Or de la région administrative Abitibi-Témiscamingue. 

## Toponymie
Elle aurait été nommée en l'honneur d'un sieur de Senneterre, officier de Montcalm, lieutenant du Régiment de Languedoc qui prit part à la guerre de Sept Ans.

## Histoire

### Chronologie
- 1916 : Fondation du canton de Senneterre.
- 23 mars 1923 : Le canton de Senneterre devient le canton de Senneterre-Partie-Est.
- 1949 : Le canton de Senneterre-Partie-Est devient la paroisse de Senneterre.

## Démographie
| 1991  | 1996  | 2001  | 2006  | 2011  | 2016  | 2021  |
| ----- | ----- | ----- | ----- | ----- | ----- | ----- |
| 1 082 | 1 169 | 1 192 | 1 186 | 1 218 | 1 192 | 1 202 |

## Administration
Les élections municipales se font en bloc pour le maire et les six conseillers.
| Senneterre (paroisse) Maires depuis 2001                                                                             |                   |         |          |
| Élection | Maire             | Qualité | Résultat |
| 2001 | Raymond Bilodeau  |         | Voir     |
| 2005 | Céliane Taillefer |         | Voir     |
| 2009 | Jacline Rouleau   |         | Voir     |
| 2013 | Jacline Rouleau   | Voir    |          |
| 2017 | Jacline Rouleau   | Voir    |          |
| 2021 | Jacline Rouleau   | Voir    |          |
| Élection partielle en italique Depuis 2005, les élections sont simultanées dans toutes les municipalités québécoises |                   |         |          |

## Organisation

### Conseil Municipal (2013)
Mairesse - Mme Jacline Rouleau

### Conseillers et conseillères
siège # 1 - Mme Lucie Turgeon
siège # 2 - M. Yvan Leroux
siège # 3 - M. Aldo Gallant
siège # 4 - Mme Élizabeth St-Amand
siège # 5 - M. Gilles Charron
siège # 6 - M. Roger Robert